# Going My Way
Going My Way és una pel·lícula estatunidenca dirigida per Leo McCarey, estrenada el 1944.

## Argument[1]
A partir d'una història pròpia, Leo McCarey va dirigir aquesta pel·lícula on s'honra el sacerdoci, i es presenta a un membre d'aquesta professió de servei als altres dotat d'una gran simpatia, entranyablement interpretat pel gran Bing Crosby. La cinta va ser la gran triomfadora en els Oscars de 1944, i va assolir tal èxit de públic que va originar una seqüela, Les campanes de Santa María, en la qual a Bing Crosby s'afegiria la guardonada Ingrid Bergman. Va obtenir set estatuetes i va ser nominada a uns altres tres premis.

## Repartiment
- Bing Crosby: pare Chuck O'Malley
- Barry Fitzgerald: pare Fitzgibbon
- Frank McHugh: pare Timothy O'Dowd
- James Brown: Ted Haines Jr.
- Gene Lockhart: Ted Haines Sr.
- Jean Heather: Carol James
- Risë Stevens: Genevieve Linden
- Porter Hall: Mr. Belknap
- Fortunio Bonanova: Tomaso Bozanni
- Eily Malyon: Mrs. Carmody
- The Robert Mitchell Boy Choir

## Premis i nominacions

### Premis
- 1945: Oscar a la millor pel·lícula
- 1945: Oscar al millor director per Leo McCarey
- 1945: Oscar al millor actor per Bing Crosby
- 1945: Oscar al millor actor secundari per Barry Fitzgerald
- 1945: Oscar al millor guió original per Leo McCarey
- 1945: Oscar a la millor cançó original per Jimmy Van Heusen (música) i Johnny Burke (lletra) Swingin' on a star
- 1945: Globus d'Or a la millor pel·lícula dramàtica
- 1945: Globus d'Or al millor director per Leo McCarey
- 1945: Globus d'Or al millor actor secundari per Barry Fitzgerald

### Nominacions
- 1945: Oscar a la millor fotografia per Lionel Lindon
- 1945: Oscar al millor muntatge per LeRoy Stone